# Petra Behle
Petra Behle (născută Schaaf; n. 5 ianuarie 1969, Offenbach am Main, Germania) este o biatlonistă ce a reprezentat Germania, medaliată olimpică. A participat la 3 ediții ale Jocurilor Olimpice (1992, 1994, 1998) în care a câștigat o medalie de aur și două medalii de argint.